# Jaakonjärvi (sjö i Kajanaland, lat 64,18, long 28,97)
Jaakonjärvi är en sjö i Finland. Den ligger i kommunen Kuhmo i landskapet Kajanaland, i den centrala delen av landet, 500 km norr om huvudstaden Helsingfors. Jaakonjärvi ligger 164,1 meter över havet. Den är 12,6 meter djup. Arean är 77,2 hektar och strandlinjen är 5,43 kilometer lång. Sjön  ingår i Uleälvens huvudavrinningsområde. 